# دهله (الیگودرز)
دهله، روستایی از توابع بخش مرکزی شهرستان الیگودرز در استان لرستان ایران است.این روستا از جمله روستاهای کدخدا نشین منطقه می باشد که زنده یاد کدخدا ابراهیم ملکی  از بزرگان منطقه بختیاری و از مالیکن این روستا می باشد.نکته قابل تامل گورستان این روستا می باشد که تعداد قبور آن از اهالی بیشتر است و این بخاطر آن است که مرحوم کدخدا ابراهیم که از متمولین و کدخدایان بود هزینه کفن و دفن و مراسمات بسیاری از مردمان اطراف را میداده و در آنجا دفن می شدند .

## جمعیت
این روستا در دهستان بربرود غربی قرار دارد و براساس سرشماری مرکز آمار ایران در سال ۱۳۸۵، جمعیت آن ۸۸ نفر (۱۷خانوار) بوده‌است.